# Vzdělávací systém Německa

Humboldtova univerzita v Berlíně

Vzdělávací systém (německy Bildungssystem) je v Německu převážně vytvořen a organizován na úrovni spolkových zemí. Z velké části se jedná o veřejné školství, které je financováno téměř výlučně z veřejných rozpočtů. Výjimkou je přitom například financování výzkumu na univerzitách a vysokých školách. Kromě veřejných škol existuje také poměrně rozsáhlé soukromé školství (patří do něj i vysoké školy), které je ovšem zčásti také financováno dotacemi z veřejných prostředků. V mnoha případech se jedná o školy organizované církvemi nebo soukromými hospodářskými subjekty.

## Financování veřejného vzdělávacího systému
Rozhodování o využívání finančních prostředků probíhá rozpravou mezi orgány Spolkové republiky (běžně nazývané „spolek“, německy Bund), 16 spolkovými zeměmi a místními samosprávami. Doposud pocházelo zhruba 90% finančních prostředků na veřejný vzdělávací systém od spolkových zemí a místních samospráv, asi 10 % od spolkového ministerstva financí (spolkové ministerstvo vzdělávání neexistuje). V květnu 2017 však byla změněna německá ústava (Grundgesetz), přičemž „spolek“ dostal více kompetencí ve vzdělávacím systému, ale zároveň se zavázal k vyšší účasti na jeho financování.
Tímto způsobem je financováno hlavně primární a sekundární vzdělávání. Místní samospráva financuje materiál a také pracovníky škol, kteří nejsou pedagogy. Ministerstva pro vzdělání a kulturu spolkových zemí nesou náklady na všechny učitele, jak s úřednickým statusem, tak v zaměstnaneckých poměrech. Samosprávy jsou ovšem dotovány granty, které slouží například k financování dopravy dětí do škol. Managementy škol mohou zčásti rozhodovat o svých rozpočtech.
V roce 2006 činily náklady na vzdělávání v Německu 3,8 % HDP. V České republice byly v roce 2015 náklady na vzdělání také zhruba 4 % HDP, ovšem z nižšího HDP na jednoho obyvatele.

## Struktura školského systému

Schematický přehled německého vzdělávacího systému

Každá německá spolková země je odpovědná za školní a odborné vzdělávání. V Německu se tedy setkáváme s 16 do jisté míry odlišnými vzdělávacími systémy. Pro všechny spolkové země jsou společná některá nastavení: délka povinné školní docházky, zajišťování návaznosti vzdělávacích stupňů, označení vzdělávacích zařízení (jen částečně), systém známkování (přičemž jsou ale rozdíly v jeho přísnosti) a vzájemné uznávání vysvědčení. Všeobecně se má zato, že úroveň primárního a sekundárního školství je např. v Bavorsku a Sasku vyšší než v Severním Porýní-Vestfálsku, Berlíně nebo Brémách.[zdroj?]
Předškolní vzdělávání není v Německu povinné. V posledních desetiletích je však značně propagováno a existuje dokonce státní závazek, umožnit je všem dětem v  předškolním věku. Nespadá pod vyšší vzdělávací systém, ale pod sociální správu jednotlivých spolkových zemí. Mateřské školy (Kindergarten nebo Kindertagesstätte, zkráceně Kita) byly dříve určeny pouze pro děti ve věku 3 – 6 let, avšak nyní se otvírají i pro mladší děti. Samostatné jesle se v Německu prakticky nevyskytují.

### Primární vzdělávání
Základní škola (Grundschule) ve většině spolkových zemí trvá 4 roky. V Berlíně a v Braniborsku trvá 6 let. Po ukončení školní výuky má dítě možnost navštěvovat městskou či církevní družinu (Hort). Děti také mají možnost navštěvovat tzv. pomocné vyučování, které je určené buď pro nadané žáky, nebo naopak pro žáky, kteří mají s daným tématem výuky problémy. Po ukončení základní školy v 10 letech věku se dítě respektive jeho rodiče musí rozhodnout, na kterou další školu dítě půjde.

### Sekundární vzdělávání
Sekundární soustavu vzdělávání v Německu představují zejména tři druhy škol:
- Hlavní škola (Hauptschule) – tento druh školy je určen zejména pro děti, které mají se studiem problémy. Dětem se dostává všeobecného vzdělávání a výuka jednoho cizího jazyka (převážně angličtiny). Škola probíhá od 5. do 9. ročníku, někdy i do 10. ročníku. Po ukončení povinné školní docházky žáci většinou odcházejí do různých učebních oborů.
- Reálná škola (Realschule) – obdoba dřívějších československých reálek. Zde se vyučuje od 5. do 10. ročníku. Od sedmého ročníku je zaměřena na předměty s ekonomickou specializací (účetnictví, nauka o hospodářství) a na anglický jazyk.
- Gymnázium (Gymnasium) – zpravidla trvá od 5. do 13. ročníku studia. Výuka je zde více teoretická a zaměřená všeobecné vzdělání včetně výuky cizích jazyků (angličtina, francouzština či latina nebo jiný světový jazyk). Pravidelně povinnými předměty jsou dva cizí jazyky, z nichž jeden je vyučován intenzívněji.

Kromě těchto tří typů sekundárních škol existují v některých spolkových zemích tzv. Gesamtschulen, které jsou obdobou tzv. reálek.

### Terciární vzdělávání
V Německu jsou vysoké školy dvojího typu. Jsou to jednak tradiční univerzity (Universitäten), za druhé početné vysoké školy s určitým oborovým zaměřením (Hochschulen). Univerzity mají za úkol nejen výuku, nýbrž i výzkum. Jsou členěny na obory (Fachbereiche, výraz „fakulta“ se již nepoužívá) s řadou různých tzv. institutů. Mezi univerzitní obory patří především medicína (tento obor disponuje také univerzitními klinikami), právo, teologie, přírodní vědy, humanitní vědy, sociální vědy, ekonomie, mnohde i zemědělské vědy a další. Technické vědy jsou většinou předmětem výuky a výzkumu na specializovaných vysokých školách (mj. Aachen, Darmstadt, Mnichov).
V Německu existuje přibližně 370 vysokých škol.
Kromě vysokých škol je v Německu vybudována rozsáhlá síť tzv. odborných vysokých škol (Fachhochschulen), které ovšem nemají charakter tradičních technických vysokých škol jako jsou např. Technische Hochschule Darmstadt. V posledních desetiletích získaly tyto vzdělávací instituce v Německu značný význam. Nelze je zaměňovat s českými vyššími odbornými školami (VOŠ). V Německu tyto školy nabízejí akademické vzdělání na úrovni bakaláře. Studium je zde směřováno hlavně na praktickou část, výzkum a bádání.

### Přijímací zkoušky na univerzity
Přijímací zkoušky na německé státní univerzity jsou tvořeny jak oborovými znalostmi, jazykovými testy (doložení německých jazykových certifikátů např. z Goethe-Institutu), pro některé obory (např. medicína) také gymnaziálními znalostmi latiny. V případě zkoušky z latiny je možné od ní odstoupit pod podmínkou, že ji imatrikulovaný student složí úspěšně v průběhu studia, nejpozději avšak před jeho ukončením.

## Galerie

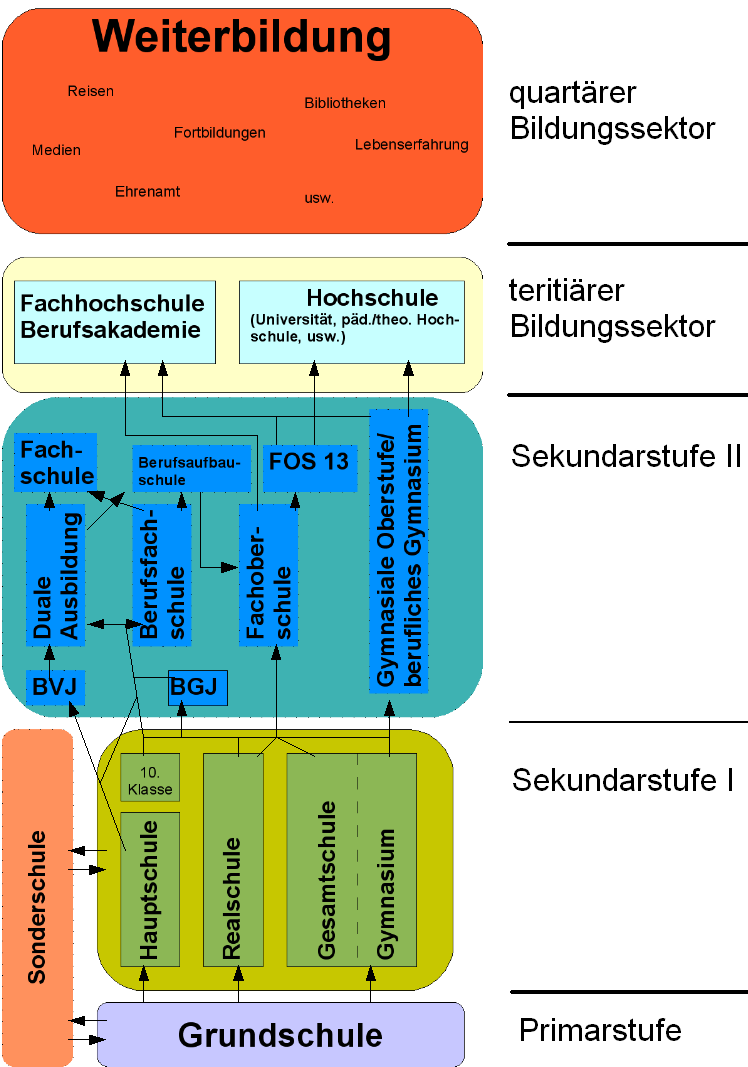
Německý vzdělávací systém
Německý vzdělávací systém
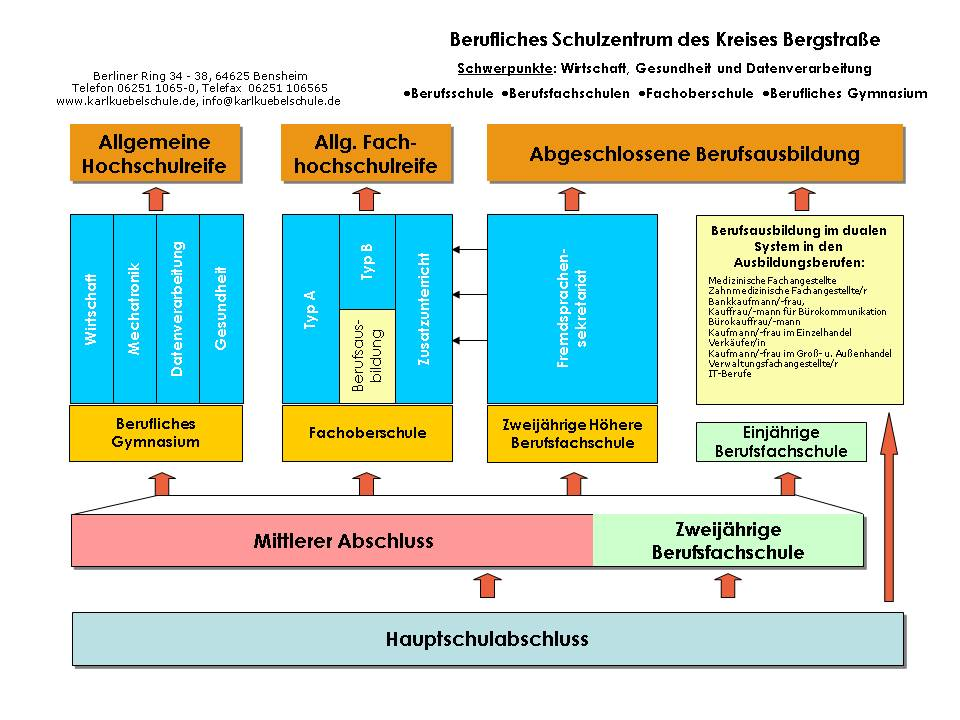
Detailnější rozložení studia
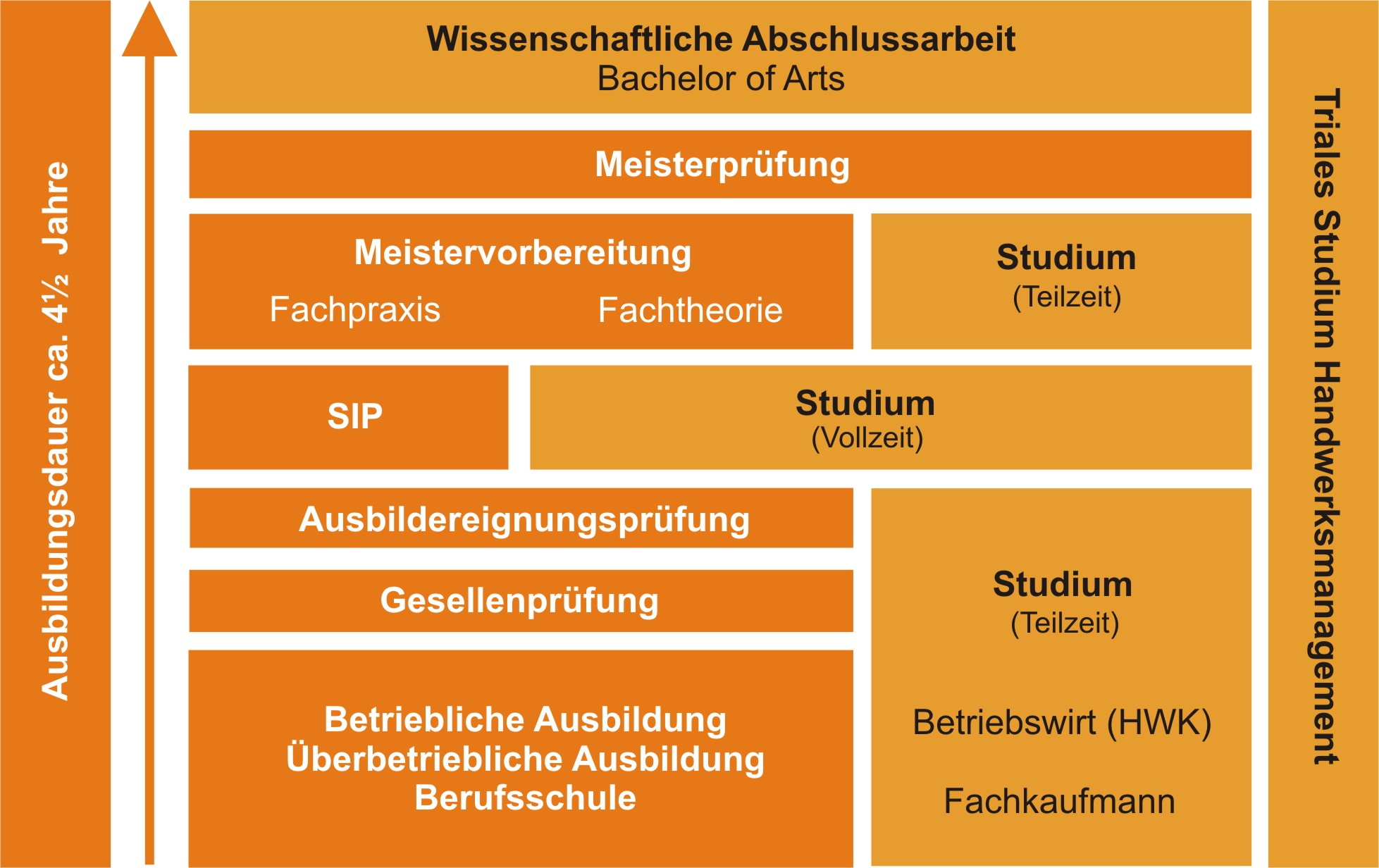
Rozložení průběhu studia
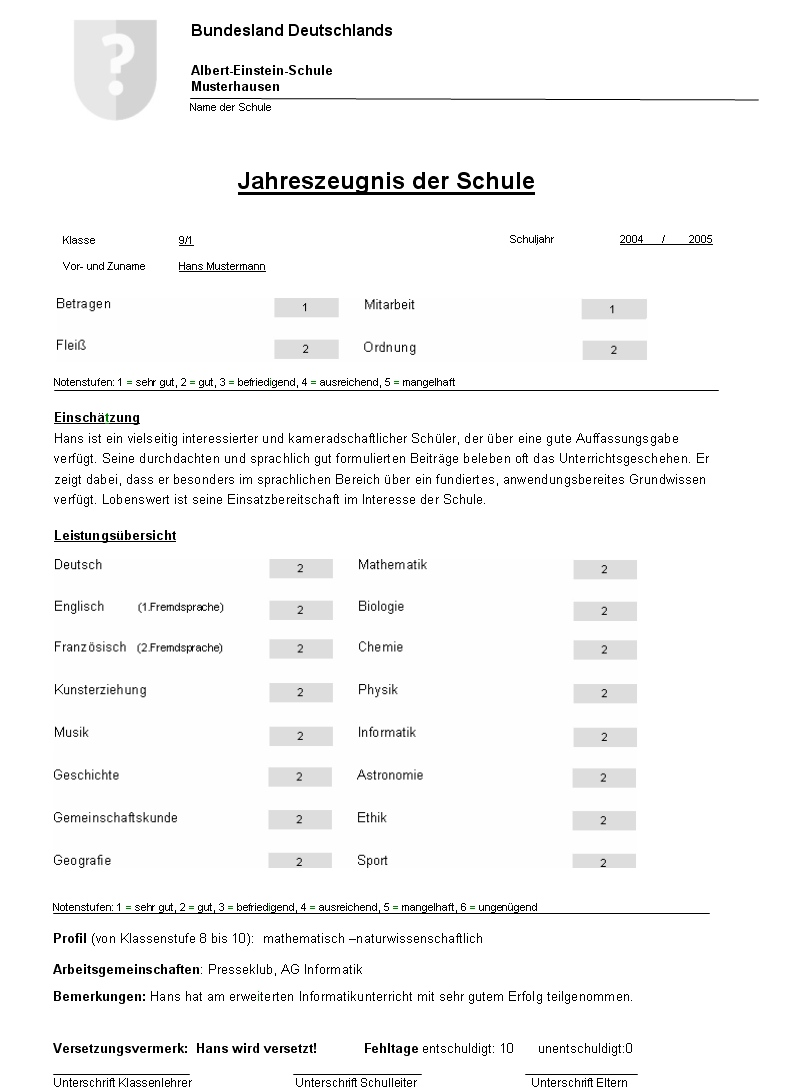
Německé vysvědčení pro devátou třídu